# Port Talbot
Port Talbot ist eine Stadt in der Principal Area Neath Port Talbot County Borough in Wales.

## Geographie
Die Stadt liegt an der Mündung des River Afan in die Swansea Bay, im Nordwesten erstreckt sie sich bis zur Mündung des River Neath. Weite Teile der Wohnbebauung befinden sich an den steilen Hängen der Hügel, die unmittelbar hinter der schmalen Küstenebene ansteigen, während die schmale Küstenebene von einem Stahlwerk und dem großen Tiefseehafen dominiert wird.

## Geschichte
Die Region von Port Talbot war schon vor der Römerzeit besiedelt, die Stadt entwickelte sich jedoch aus dem mittelalterlichen Borough Aberavon (auch „Aberafon“ geschrieben), das um eine Anfang des 12. Jahrhunderts errichtete Burg entstand. Die Siedlung erhielt 1302 von Leisan de Avene, dem Lord der walisischen Herrschaft Afan eine erste Charta, weitere Siedlungen in der Umgebung waren Baglan, Bryn, Cwmafan und Margam, wo 1147 das Zisterzienserkloster Margam Abbey gegründet worden war. Margam Abbey wurde während der Reformation bis 1537 aufgelöst und schließlich von Sir Rhys Mansel erworben, der das Kloster zu einem Herrenhaus umbaute. Das Herrenhaus blieb im Besitz der Familie Mansel und fiel 1750 als Erbe an einen Zweig der Familie Talbot. Christopher Rice Mansel Talbot errichtete zwischen 1830 und 1840 das neue Margam Castle, das bis 1941 im Besitz seiner Nachfahren blieb. 1973 wurden das Herrenhaus und der Park vom Glamorgan County Council erworben, der Park ist seitdem frei zugänglich.
Bereits im Mittelalter wurde im Afan Valley nach Kohle gegraben. 1717 betrieb die Familie Mansel einen ersten Hochofen zur Eisenverhüttung. Um diese Zeit wurde auch der Kohlebergbau im Afan Valley ausgeweitet. Ab 1770, als die English Copper Company eine Kupferhütte in Taibach errichtete, begann eine rasche industrielle Entwicklung der Region. 1820 wurde das Weißblechwerk der Margam Tinplate Works in Aberavon errichtet, um dieselbe Zeit begann die Stahlproduktion in Cwmafan. Die Kupferhütte wurde 1835 ebenfalls nach Cwmafan verlegt, während im nahen Afan Valley Bergbau nach Eisen, Kupfer und Kohle betrieben wurde. Der mittelalterliche Hafen genügte bei weitem nicht mehr dem zunehmenden Schiffsverkehr, so dass ab 1836 Christopher Rice Mansel Talbot mit dem Bau eines neuen Hafens begann. 1850 erreichte die South Wales Railway, deren Vorsitzender Talbot war, die seit 1837 inoffiziell nach dem Hafen Port Talbot genannte Industriestadt. 1863 verband eine Eisenbahn durch das Afan Valley Port Talbot mit den südwalisischen Kohlebergwerken im Rhondda Valley. Ab dem letzten Viertel des 19. Jahrhunderts übertraf die Bedeutung der Eisen- und Stahlproduktion die der Kupferverarbeitung, zudem wurde Port Talbot ein wichtiger Ausfuhrhafen für walisische Kohle. 1906 wurde das Stahlwerk Port Talbot Steel Works gegründet. Durch die Industrialisierung stieg die Bevölkerung rasch an. Aberavon galt schon in den 1830er Jahren als eine dreckige Industriestadt, und die beengten Wohnverhältnisse führten 1832, 1849, 1855 und 1866 zu schweren Choleraepidemien, bis ab 1868 eine Kanalisation angelegt wurde. Dazu kam es zu zahlreichen Unglücken in den Bergwerken, die oft Dutzende von Toten und Verletzten forderten. Das sechste größere Unglück im Kohlebergwerk Morfa seit 1847 forderte 1890 88 Todesopfer, 1913 wurde das Bergwerk geschlossen.
1860 erhielt Aberafon eine neue Charta, nach dem Ersten Weltkrieg wurden 1921 das Borough of Aberavon und das Margam Urban District Council zum Borough of Port Talbot zusammengeschlossen. Infolge der Wirtschaftskrise nach dem Zweiten Weltkrieg sollte die walisische Stahlindustrie in Port Talbot konzentriert werden, und ab 1947 entstanden die Abbey Works, eines der größten Stahlwerke Europas, in denen 1961 über 18.000 Arbeiter beschäftigt waren. Andere Industriezweige wie die Weißblechwerke wurden dagegen nach dem Zweiten Weltkrieg geschlossen, dafür entstand ab 1961 ein Chemiewerk der BP bei Baglan Bay, das bis 2004 jedoch wieder geschlossen wurde. Anstelle des Chemiewerks entstand ein Gaskraftwerk. 1968 wurde das letzte Kohlebergwerk in Port Talbot geschlossen, bis 1970 wurde der Tiefwasserhafen erweitert. Trotz mehrerer Wirtschaftskrisen gilt die Stahlindustrie von Port Talbot weiterhin als die wichtigste in Großbritannien.
Das Borough of Port Talbot wurde 1974 Teil des neuen County West Glamorgan, 1996 wurde es zusammen mit Neath und Pontardawe zum neuen Neath Port Talbot County Borough vereinigt.

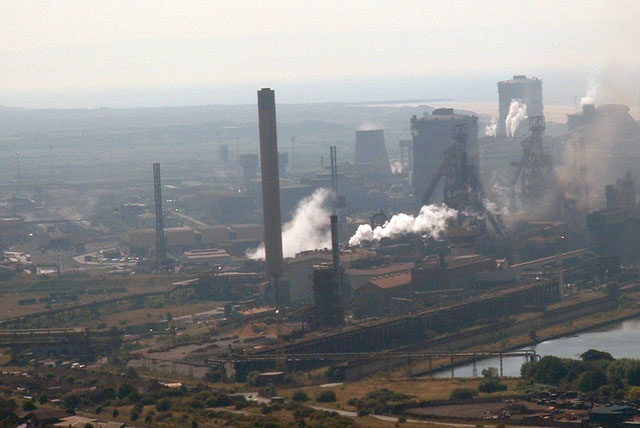
Das Stahlwerk von Port Talbot 2005

Bevölkerungsentwicklung:
| Jahr | Einwohnerzahl |
| ---- | ------------- |
| 1801 | 2175          |
| 1931 | 40.672        |
| 1965 | 51.322        |
| 2011 | 37.276        |

## Verkehr
1966 wurde eine auf Stelzen durch Port Talbot führende Autobahn als M48 eröffnet, die als erste Autobahn in Wales gilt. Heute ist die Strecke Teil der M4, die Innenstadt wurde bis 2007 durch den Bau von Umgehungsstraßen entlastet. Die Stadt besitzt einen Bahnhof an der South Wales Main Line.

## Sport, Freizeit und Kultur
Der Rugbyclub Aberavon RFC wurde 1876 in Port Talbot gegründet, zu den Fußballvereinen der Stadt gehören Port Talbot Town und Afan Lido FC. Port Talbot war unter anderem einer der Austragungsorte bei der Frauen-Rugby-Union-Weltmeisterschaft 1991.
Die Stadt bietet wenig historische Sehenswürdigkeiten, hochgelegene Schnellstraßen und das Stahlwerk beherrschen das Stadtbild. Die letzten Reste von Aberafon Castle waren bereits 1895 eingeebnet und überbaut worden, von 1971 bis 1976 wurden weite Teile der Altstadt von Aberavon abgerissen, wofür ein großes Einkaufszentrum errichtet wurde. Im nahen Afan Valley nördlich der Stadt wurde 1972 ein Country Park, der heutige Afan Forest Park, als Naherholungsgebiet eingerichtet, südwestlich befindet sich Margam Castle, dessen Park ebenfalls öffentlich zugänglich ist. Mit der Aberavon Seafront besitzt die Stadt einen weiten Sandstrand mit Promenade. Südöstlich der Stadt liegt ein weiterer Strand, Margam Sands, auch Morfa Beach genannt.
1932 fand das nationale Eisteddfod in Taibach Park und 1966 in Port Talbot statt. Ostern 2011 führte der in Port Talbot aufgewachsene Michael Sheen das 72-stündige Theaterstück The Passion in Port Talbot auf, 2012 folgte die Weltpremiere des dazu gedrehten Films The Gospel in us.

## Söhne und Töchter der Stadt
- Peg Entwistle (1908–1932), US-amerikanische Schauspielerin
- George Thomas, 1. Viscount Tonypandy (1909–1997), Politiker
- Geoffrey Howe (1926–2015), Politiker
- Bernard Fox (1927–2016), Schauspieler
- John Rees (1927–1994), Schauspieler
- Edwin Regan (* 1935), emeritierter Bischof von Wrexham
- Anthony Hopkins (* 1937), Schauspieler
- Philip Jenkins (* 1952), Historiker
- James Hook (* 1985), Rugbyspieler
- Michael Sheen (* 1969), Schauspieler